# Американская ассоциация общественных колледжей
Америка́нская ассоциа́ция обще́ственных ко́лледжей (англ. American Association of Community Colleges, AACC) — сообщество общественных колледжей США, созданная для их развития и сотрудничества с другими учебными заведениями. Ассоциация также находится в постоянном взаимодействии с ключевыми федеральными министерствами и ведомствами, такими как министерство труда, министерство образования, энергетики, национальной безопасности, торговли, а также Национальным научным фондом. Штаб-квартира организации находится в Вашингтоне.
В настоящее время ассоциация представляет почти 1 200 двухгодичных колледжей и институтов, в которых обучаются более 12 миллионов студентов. Общественные колледжи являются крупнейшим и наиболее развивающимся сектором высшего образования в США: более 46 % студентов выбрали именно эти учебные заведения.
Организация была основана в 1920 году, когда группа президентов колледжей встретились на конференции в Сент-Луисе, штат Миссури. Первоначально называлась Американской ассоциацией колледжей с двухгодичным обучением. В 1972 году название было изменено на Американская ассоциация общественных и младших колледжей, в 1992 году название ассоциации приняло нынешний вид.